# Анђели ди Варано
Анђели ди Варано (итал. Angeli di Varano) насеље је у Италији у округу Анкона, региону Марке.
Према процени из 2011. у насељу је живело 47 становника. Насеље се налази на надморској висини од 95 м.